# Aleksey Medvedev (lutte)
Pour les articles homonymes, voir Medvedev et Alekseï Medvedev.
Aleksey Medvedev est un lutteur biélorusse spécialiste de la lutte libre né le 5 octobre 1972 à Minsk.

## Biographie
Lors des Jeux olympiques d'été de 1996 se tenant à Atlanta, il remporte la médaille d'argent en combattant dans la catégorie des -130 kg.